# Кумамото (аэропорт)
Аэропорт Кумамото (яп. 熊本空港, くまもとくうこう кумамото куко) — государственный узловой международный аэропорт в Японии, расположенный в посёлке Масики префектуры Кумамото. Начал работу с 1971 года как «Новый аэропорт Кумамото». В 1973 году сменил название на современное. Специализируется на внутренних и международных авиаперевозках.